# Afrikas Fußballer des Jahres 1972
Der Ballon d’Or (französisch für Goldener Ball) der Zeitschrift France Football wurde 1972 zum dritten Mal für Afrikas Fußballer des Jahres vergeben. Gewinner der Auszeichnung war der Guineer Chérif Souleymane.

## Abstimmungsmodus
Wählbar waren alle afrikanischen Fußballspieler, unabhängig von ihrer Vereinszugehörigkeit.

## Ergebnis
| Rang | Spieler              | Nationalität        | Verein                 | Stimmen |
| ---- | -------------------- | ------------------- | ---------------------- | ------- |
| 1.   | Chérif Souleymane    | Guinea              | Hafia FC               | 21      |
| 2.   | Tshimen Bwanga       | Zaire               | TP Mazembe             | 16      |
| 3.   | Petit Sory           | Guinea              | Hafia FC               | 14      |
| 4.   | Hany Moustafa        | Ägypten             | al Ahly Kairo          | 12      |
| 5.   | Ahmed Faras          | Marokko             | Chabab Mohammédia      | 11      |
| 5.   | Miloud Hadefi        | Algerien            | MC Oran                | 11      |
| 7.   | Malik Jabir          | Ghana               | Asante Kotoko          | 10      |
| 8.   | Ali Abo Greisha      | Ägypten             | Ismaily SC             | 8       |
| 8.   | Noël Minga Tchibinda | Volksrepublik Kongo | Inter Club Brazzaville | 8       |
| 8.   | Jean Kalala N’Tumba  | Zaire               | AS Vita Club           | 8       |